# Вреде, Фердинанд
Виктор Карл Пауль Фердинанд Вреде (15 июля 1863, Шпандау, — 19 февраля 1934, Марбург), — немецкий лингвист, доктор филологических наук, профессор. «Глава немецкой диалектографической школы». Сын музыканта Фердинанда Вреде.
На посту директора Института диалектологии при Марбургском университете продолжил многолетний труд по созданию «Немецкого диалектологического атласа», начатый его предшественником, Г. Венкером, ещё в 1876 году. Усилиями Вреде труд завершился в 1926—1932 годах публикацией шеститомного научного издания, ставшего знаменательной вехой в развитии как немецкой, так и общеевропейской лингвистической географии.

## Биография
В 1881 окончил гимназию во Франкфурте-на-Одере. Продолжил образование в Берлинском и Тюбингенском университетах на курсах немецкой литературы и истории. В то время в этих университетах преподавали такие учёные, как Теодор Моммзен, Карл Мюлленгоф и Вильгельм Шерер. В 1886 под научным руководством Шерера защитил в Берлине кандидатскую диссертацию «Характерные особенности диалекта вандалов» («Sprachreste und dialektische Merkmale der Wandalen»), а в 1890, в Марбурге, — докторскую «Язык остготов в Италии» («Über die Sprache der Ostgoten in Italien»).
С 1891 — преподаватель кафедры немецкой филологии в Марбургском университете, приват-доцент, с декабря 1899 — ординарный профессор. С 1902, оставаясь в Марбурге, числился одновременно библиотекарем Берлинской Королевской библиотеки, а в 1919—1920-х годах — даже её главным библиотекарем (Oberbibliothekar).
С 1911, в связи с назначением директором Центрального бюро по составлению «Немецкого диалектологического атласа», — экстраординарный профессор. В 1912 ему поручили руководство составлением одновременно и «Гессен-Нассаусского словаря». С 1920 — директор Института диалектологических исследований при Марбургском университете.
В 1928 покинул руководящие должности в связи с выходом на пенсию, однако продолжал преподавать практически до конца 1933 года, — его подпись стоит под «Заявлением профессоров немецких университетов и вузов о поддержке Адольфа Гитлера и национал-социалистического государства», принятого на съезде Саксонского отделения Национал-социалистического союза учителей в Дрездене 11 ноября 1933 года.

## Научный вклад. Немецкий диалектологический атлас
Фердинанд Вреде — активный сторонник так называемой «берлинской филологической школы», оппонент «младограмматизма»; отрицал теорию развития современных ему немецких диалектов из древних наречий германских племён, рассматривая каждый говор как результат широких временны́х диалектографических связей.
Более сорока лет своей жизни Ф. Вреде посвятил изданию «Немецкого диалектологического атласа». С 1887 года сотрудник, а с 1911 года — руководитель издания, он завершил первичную обработку беспрецедентного массива данных (45 тысяч анкет-опросников), начатую его предшественником, библиотекарем Марбургского университета Г. Венкером, и в 1926—1932 годах опубликовал шеститомное собрание диалектологических карт, охватывающих всю территорию Германии. На тот момент публикация была своеобразной вершиной диалектологических исследований, поднявшей лингвистику на новый уровень научных обобщений; был получен ценнейший опыт законченного научного эксперимента, послуживший основой для развития методологии языкознания в целом и диалектологии в частности; благодаря «атласу» получила толчок к окончательному оформлению новая отрасль лингвистики — лингвистическая география. Объявленное постоянным издание и основанный на его базе Институт остаются крупным центром немецкой и европейской диалектологии.
Среди известных учеников профессора Вреде — будущий директор «Немецкого диалектологического атласа» Вальтер Митцка, будущий директор «Гессен-Нассаусского словаря» Луиза Берхольд, авторы значительных трудов по диалектологии Теодор Фрингс и Мартин Бернхард.